# Адамс, Люшн
Люшн Адамс (англ. Lucian Adams; 26 октября 1922 — 31 марта 2003) — штаб-сержант армии США, участник Второй мировой войны, кавалер Медали Почёта за уничтожение трёх пулеметных точек противника, также кавалер награды Бронзовая звезда и медали Пурпурное сердце.

## Биография
Адамс родился 26 октября 1922 года в городе Порт-Артур (Техас). Он был один из двенадцати детей большой мексикано-американской семьи.
В армии с февраля 1943 года.
Летом 1944 года 3-я пехотная дивизия высадилась недалеко от Сан-Тропе и начала продвигаться в центр Франции.
В конце октября 1944 года, в лесу недалеко от города Сен-Дье-де-Вож, подразделение штаб-сержанта Адамса было направлено на помощь двум ротам его батальона, отрезанных немцами.
Подразделением было остановлено огнём противника, высланный Адамсом вперед разведчик дололжил о трех пулеметных гнездах противника. Взяв ручной пулемет Браунинг M1918, Адамс со своим подразделением продолжил движение.
Когда подразделение находилось на расстоянии 10 ярдов от цели, противник открыл огонь — три солдата из подразделения Адамса были убиты и шесть ранены. Адамс продолжил движение и уничтожил первую огневую точку: гранатой убив пулеметчика, а высунувшегося из пулеметного гнезда стрелка — огнём ручного пулемета. Затем, изменив позицию, также гранатой убил пулеметчика второй огневой точки, а два пехотинца точки сдались в плен. Пройдя дальше в лес, Адамс уничтожил пять немецких солдат и открыл огонь по третьей огневой точке, уничтожив её расчет.
После этого своего одиночного боя, в своем подразделении Адамс получил прозвище «Торнадо из Техаса».
Адамс получил сообщение о представлении его к награждению Медалью Почёта за свой подвиг, но не придал этому значение, поскольку уже слышал о подобном после того, как недалеко от итальянского города Анцио также в одиночку уничтожил пулеметный расчет немцев.
Адамс получил награду 23 апреля 1945 года.
По возвращении в Техас Адамс последующие 40 лет жизни до 1986 года работал в Министерстве по делам ветеранов США.
Луциан Адамс умер 31 марта 2003 года в Сан-Антонио, штат Техас. Похоронен на Национальном кладбище Форт Сэм Хьюстон.

## Награды
- Медаль Почёта
- Бронзовая звезда
- Медаль «Пурпурное сердце»
- Медаль «За Американскую кампанию»
- Медаль «За Европейско-Африканско-Ближневосточную кампанию»
- Медаль Победы во Второй мировой войне (США)